# Žulová
Žulová (do 5. února 1948 Frýdberk, německy Friedberg) je město na západě Českého Slezska, v severozápadní části okresu Jeseník. Žije zde přibližně 1 100 obyvatel.

## Poloha
Město Žulová leží 15 km severozápadně od okresního města Jeseník, 56 km severně od Šumperka a asi 16 km jihovýchodně od česko-polského hraničního přechodu Bílý Potok/Paczków. Sousedí na severu s obcí Kobylá nad Vidnavkou, na západě s obcemi Vlčice a Skorošice, na jihu s obcí Vápenná a na východě s obcí Černá Voda. Od krajského města Olomouc je vzdáleno 112 km.
Geomorfologicky patří Žulová k provincii Česká vysočina, subprovincii krkonošsko-jesenické (sudetské): na rozhraní oblasti Krkonošsko-jesenické (Sudetské) podhůří (geomorfologické celky Vidnavská nížina a Žulovská pahorkatina), ke které patří střed, sever a východ města, a oblasti jesenické (východosudetské) (geomorfologický celek Rychlebské hory, podcelek Hornolipovská hornatina), která zaujímá jihovýchodní okraj území města. Povrch města je velmi členitý, nejníže položená je část okolo náměstí (asi jen 360 m), nejvyšším bodem je Boží hora (525 m n. m.), dále např. Hadí vrch (475 m n. m.), Borový vrch (488 m n. m.), Kaní hora (476 m n. m.).
Území Žulové patří do povodí Odry, resp. Kladské Nisy. Městem protéká severním směrem říčka Vidnávka, do které se pod bývalým hradem Frýdberkem zleva vlévá Stříbrný potok (dříve též Šlepná). V části Tomíkovice Vidnávku souběžně sleduje o něco severnější Skorošický potok. U Dolního dvora na východě katastru pramení Plavný potok, který napájí Velký rybník (11 ha, největší rybník na Jesenicku). Jižním cípem katastru protéká rovněž Černý potok pokračující do Černé Vody. Nachází se zde rovněž řada zatopených lomů.
Území města pokrývá z 50 % zemědělská půda (40 % orná půda, 7,5 % louky a pastviny), z 35,5 % les a z více než 10 % zastavěné a ostatní (např. průmyslové) plochy.

## Název
Původní jméno městečka bylo Friedberg („ohrazený vrch“, Friede ve středověké němčině znamenalo kromě „mír“ též „ohrada“). Nejstarší doklad Vredberg (s výslovností fr-) je odrazem místního německého nářečí. V češtině se až do druhé světové války používalo prakticky totožné Frýdberk, poté bylo nahrazeno dnešním jménem podle místních žulových lomů. Původně se nicméně osada v češtině zřejmě označovala jako Sestrechovice (doklad z roku 1305), což bylo jméno odvozené od osobního jména Sestrech a jehož výchozí tvar Sestrechovici znamenal „Sestrechovi lidé“.

## Historie

### Do 18. století
Předpokládá se, že na území Žulové existovala vesnice Sestrechovice (Sestreccovici) zmiňovaná v tzv. Liber fundationis vratislavských biskupů z doby kolem roku 1300, u které tehdy rytíř Jan z Wüstehube postavil hrad Frýdberk (Vridebergk). Rytíři Wüstehubové ovládali v té době značnou část česko-moravsko-slezského pomezí a patřili k obávaným plenitelům okolních majetků, zejména církevních. Někdy před rokem 1340 získali hrad Haugvicové, rovněž obávaní plenitelé, od nichž jej nakonec roku 1358 koupil vratislavský biskup Přeclav z Pohořelé. Tehdy k hradu patřilo rozsáhlé panství, ke kterému patřily Skorošice, Tomíkovice, Heřmanice, Travná, Vilémovice (patrně dnešní Nové Vilémovice, ale možná též Staré Vilémovice, Alt-Wilmsdorf, nyní Stary Wielisław), Schwammelwitz (dnes Trzeboszowice), Mösen (dnes Meszno), Kaindorf (dnes Kijów) a Markersdorf (dnes Łączki). Střediskem biskupského panství zůstala Žulová až do konce patrimoniální správy roku 1850.
Vesnice Sestrechovice se již ale nepřipomíná – jen roku 1358 svobodný dvůr Strakkenhain, snad její nástupce. Osada u hradu se nazývala po něm Frýdberk a roku 1358 se uvádí jako městečko (oppidum), i když jeho hospodářský význam zůstával omezený. Roku 1377 je ve Frýdberku poprvé zmiňováno dědičné fojtství, s poměrně malým majetkem i rozsahem práv. O tom, zda byly hrad a městečko přímo poškozeny za husitských válek, nejsou přímé zprávy. V každém případě se však vojenské konflikty 15. století a doba zástavy hradu a panství (1449–1534) nepříznivě odrazily na prosperitě městečka. Přesto se zde v 15. století zmiňují dvě sklárny a těžba stříbra. Až druhá polovina 16. století znamenala nový rozvoj Jesenicka – byly obnovovány zaniklé vsi a zakládány nové osady a panské dvory (u Žulové vznikl nový tzv. Dolní dvůr roku 1594) a biskup Martin Gerstmann provedl rovněž renesanční rekonstrukci hradu.
Rozvoj městečka byl však zastaven třicetiletou válkou. Hrad byl dobyt a pobořen švédským a polským vojskem roku 1639, městečko poničeno zejména v dalším tažení Švédů roku 1642. Hradní budovy sloužily dosud jako správní středisko biskupského panství, obranný význam však ztratily a od počátku 18. století byly využity jako panský pivovar.
Žulová se zatím po ničivém požáru roku 1657 vzpamatovala, podhradí se postupně rozšiřovalo o řemeslnické dílny i dvory a městečko začalo usilovat o přiznání městských výsad. Působily zde sice některé typicky městské instituce (jako již roku 1616 doložený střelecký spolek a od roku 1667 také několik řemeslnických cechů, z nichž prvním byl cech tkalců), hospodářsky však stála ve stínu okolních měst, nebyla příliš lidnatá a historických dokladů o dřívějším městském statutu se nedostávalo. S biskupskou podporou nakonec obci císař František II. „obnovil“ údajně shořelá městská práva listinou ze dne 12. ledna 1793.

### 19. a počátek 20. století
Povýšení na město přimělo nově vzniklou samosprávu pracovat na jeho vnějším vzhledu: roku 1804 bylo upraveno náměstí a odstraněny z něj dvory a chlévy. Bylo ale také třeba zřídit další dvě instituce, které Žulové dosud chyběly: školu a farnost. Škola vznikla z biskupského nařízení roku 1801, roku 1900 měla dvě třídy. Místo pro stavbu kostela se hledalo delší dobu, až roku 1805 věnoval biskup městu bývalý hrad a budovy pivovaru byly v letech 1809–1810 přestavěny na kostel sv. Josefa. U něho byla roku 1813 založena místní duchovní správa, zprvu jen lokální kuracie, která byla roku 1870 povýšena na faru. Do té doby patřila Žulová k faře ve Skorošicích a ve městě žádný kostel nebyl, pouze mariánská poutní kaple na Boží hoře postavená v letech 1712–1713. Ta sice za Josefa II. (1784) unikla zrušení, ale uctívaný obraz Panny Marie musel být předán farnímu kostelu ve Skorošicích, kde roku 1833 podlehl požáru. Ani město neuniklo pohromám: povodni roku 1829, epidemii cholery roku 1832 a požáru roku 1843.

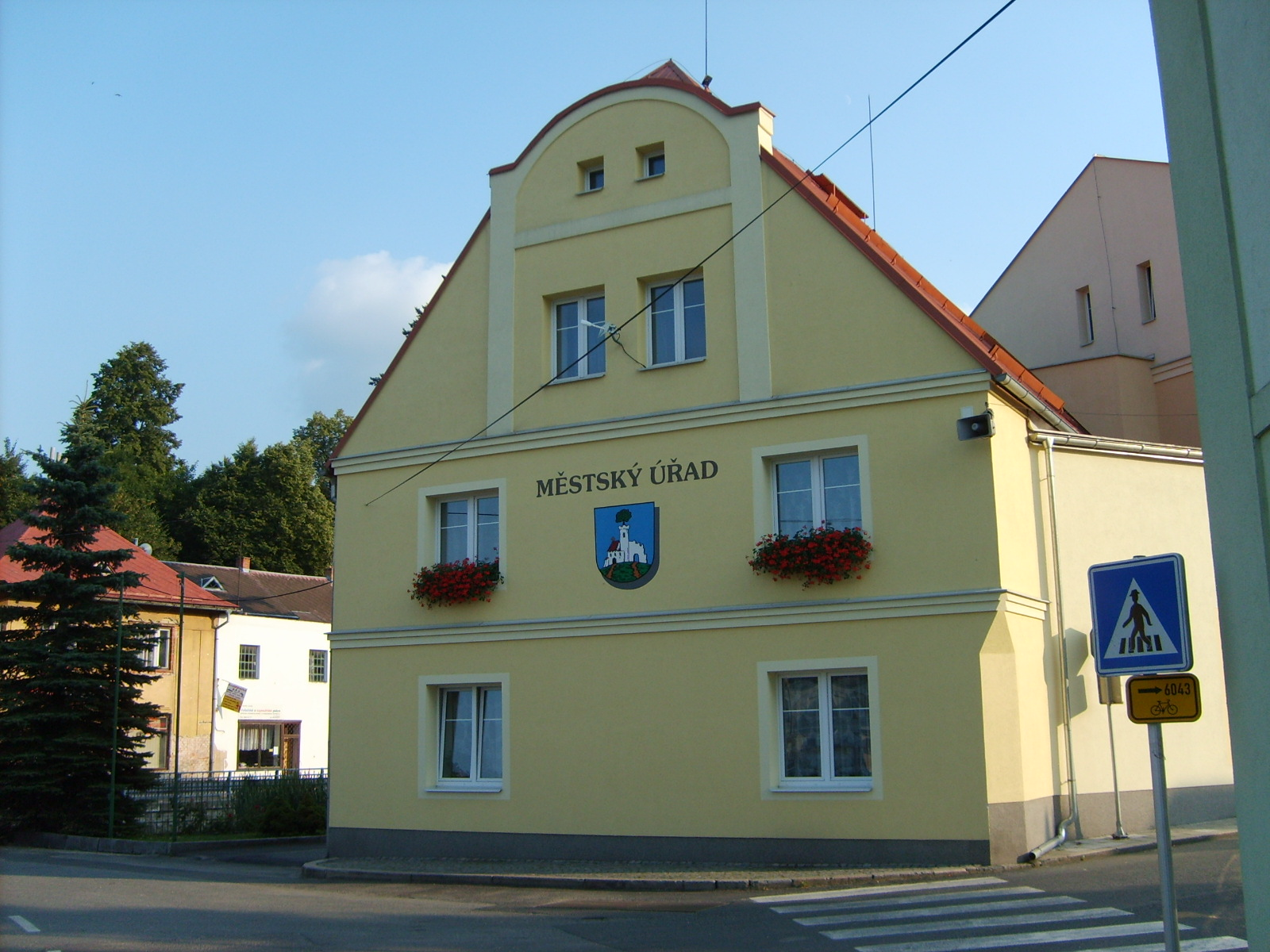
Zrekonstruovaná budova radnice na náměstí v Žulové

Po zrušení patrimoniální správy usilovala Žulová o to, stát se sídlem soudního okresu. Soudní okres však byl nakonec zřízen ve větší Vidnavě. Od roku 1905 se však v Žulové konala pravidelná zasedání vidnavského okresního soudu.
V 19. století se město Žulová stalo střediskem těžby a zpracování kamene, zejména žuly. První kamenické dílny – Schönova, Thienelova a Linkeho – existovaly od roku 1840. Hlavní průmyslová etapa rozvoje těžby pak začala v 70. a 80. letech 19. století. Roku 1878 založil v Žulové zdejší rodák Hermann Franke (1856–1920) firmu Hermann Franke-Prießnitz, která se stala největší kamenickou firmou na Jesenicku a zaměstnávala přes 500 dělníků v lomech a kamenických závodech v Žulové i okolních obcích. Toto Frankeho kamenictví, brusírna a leštírna měla k roku 1910 až 340 zaměstnanců a roku 1928 až 400 zaměstnanců. Od roku 1920 byl majitelem firmy A. Prießnitz. Po roce 1945 byla firma znárodněna. Další velkou firmou ve městě byl podnik Alberta Förstera (1832–1908), z jehož iniciativy byla v Žulové roku 1886 založena odborná škola pro zpracování kamene, která získala sobě i městu vynikající pověst. Sídlila nejdříve v prostorách věnovaných svým zakladatelem, až roku 1909 získala nové reprezentativní budovy. Dalším podnikem bylo od roku 1862 kamenictví J. Thanheisera, které mělo roku 1915 75 zaměstnanců. Od roku 1911 zde působilo kamenictví A. Brosig a spol., roku 1913 bylo založeno kamenictví Kamenoprůmysl Novák a Jašek, které mělo roku 1925 až 150 zaměstnanců. Dalšími firmami spojenými s kamenictvím byly fitmy J. Palouš, G. Binder, H. Kulka, G. Franke, Geissler a Srna, R. Seifert, R. Grimme. K roku 1868 se uvádí vápencový lom, později i lomy na mramor a žulu.
Z dalších podniků zde byl před rokem 1848 pivovar T. Kreutner a později jen sladovna. Od roku 1909 zde byl lihovar, později i sodovkárna, mlýn, koželužství, bělírna a pily. Od roku 1908 byla ve městě městská spořitelna, byl zde i hotel, záložny a od roku 1900 konzum. K roku 1900 se uvádí hasičský spolek a později i zemědělský spolek, pěvecký a hudební spolek a katolický spolek.
Roku 1879 byl v Žulové založen sbor dobrovolných hasičů SDH Žulová. Jehož založení se městu o 12 let později velice vyplatilo, když 4. září 1891 došlo na náměstí k obrovskému požáru sedmi domů. S pomocí dalších hasičských sborů z obcí okolo se požár podařilo zastavit a předejít daleko větším škodám.
V letech 1878–1880 byla dosavadní dřevěná poutní kaple na Boží hoře nahrazena novostavbou novogotického kostela. Boží hora byla oblíbeným poutním místem často navštěvovaným vratislavskými biskupy i prominentními hosty (básník Josef von Eichendorff, saská královna Karola). Roku 1905 byla pro poutníky u kostela postavena (dnes zaniklá) chata „Jiřího dům“, pojmenovaná podle kardinála Georga Koppa.
Pro hospodářství města mělo velký význam zavedení železničního spojení (trať Dolní Lipová-Bernartice 1886). V roce 1917 vybudovaná vlečka k lomům pod vrchem Vycpálek (něm. Haspelberg) a do Černé Vody měla původně vést dále do Velkých Kunětic a Písečné.

### Po roce 1918
V meziválečném období bylo obyvatelstvo Žulové, jehož významnou součást tvořili dělníci, zprvu nakloněno především sociální demokracii, od Velké hospodářské krize se však nacionálně radikalizovalo. Postupně se v původně čistě německém městě vytvořila početná česká menšina (zhruba 10 % obyvatel k roku 1930). V roce 1925 zde vznikla Ústřední prodejna Západoslezských žulových závodů. Městské muzeum se připomíná roku 1935. K témuž roku se uvádí městské lázně.
Celé Javornicko a Vidnavsko bylo obsazeno Freikorpsem již 22. září 1938, ještě před podepsáním Mnichovské dohody. I v Žulové tehdy došlo ke srážkám se Stráží obrany státu. Samotná Žulová však zůstala pod kontrolou československého vojska až do obsazení německou armádou 6. října. Většina českých obyvatel z města odešla a byla zrušena i česká menšinová škola, založená roku 1926.
Za druhé světové války pracovali v žulovských závodech a kamenolomech váleční zajatci. Od začátku roku 1945 zažila Žulová vedle pochodů smrti též příliv uprchlíků z území obsazovaných sovětskými vojsky. Orgány NSDAP naléhaly nejdříve na odpor za každou cenu (v Žulové byl organizován oddíl Volkssturmu, který však nikdy nebyl nasazen) a poté na evakuaci a ničení infrastruktury, čemuž však místní samospráva zabránila. Obsazení Žulové 8. května 1945 tedy proběhlo vcelku klidně. Připravovaná jednotka Werwolfu však byla zlikvidována.
Od června 1945 do konce roku 1946 bylo německé obyvatelstvo na základě Postupimské dohody postupně odsunuto. Po – relativně úspěšném – dosídlení města novými obyvateli došlo také ke změně názvu z dosavadního „Frýdberk“ na uměle vytvořené české „Žulová“, odkazujícímu na tradiční hlavní odvětví místního průmyslu. K tomuto kroku, konkrétně na Jesenicku velmi rozšířenému, došlo k 5. únoru 1948 (v té době získaly v okolí nové jméno vytvořené stejným způsobem též Vápenná, Písečná (okres Jeseník) a Uhelná).
V roce 1949 byl ze zabavených majetků vratislavského arcibiskupství vytvořen Státní statek Žulová, který byl o dva roky později sloučen se Státním statkem Javorník, v roce 1961 však opět osamostatněn. Roku 1949 byla rovněž obnovena zdejší kamenická škola, od roku 1951 učiliště.
V letech 1960–1989 docházelo v Žulové k výstavbě panelových bytovek a objektů tzv. „občanské vybavenosti“, což se ale neblaze promítlo zejména do vzhledu náměstí. K 1. ledna 1976 byly k Žulové v rámci integrace obcí připojeny Kobylá nad Vidnavkou a Skorošice. K jejich osamostatnění došlo k 23. listopadu 1990 (Skorošice) a 1. lednu 2001 (Kobylá). U Žulové však zůstaly Tomíkovice, původně přičleněné jako osada Skorošic.

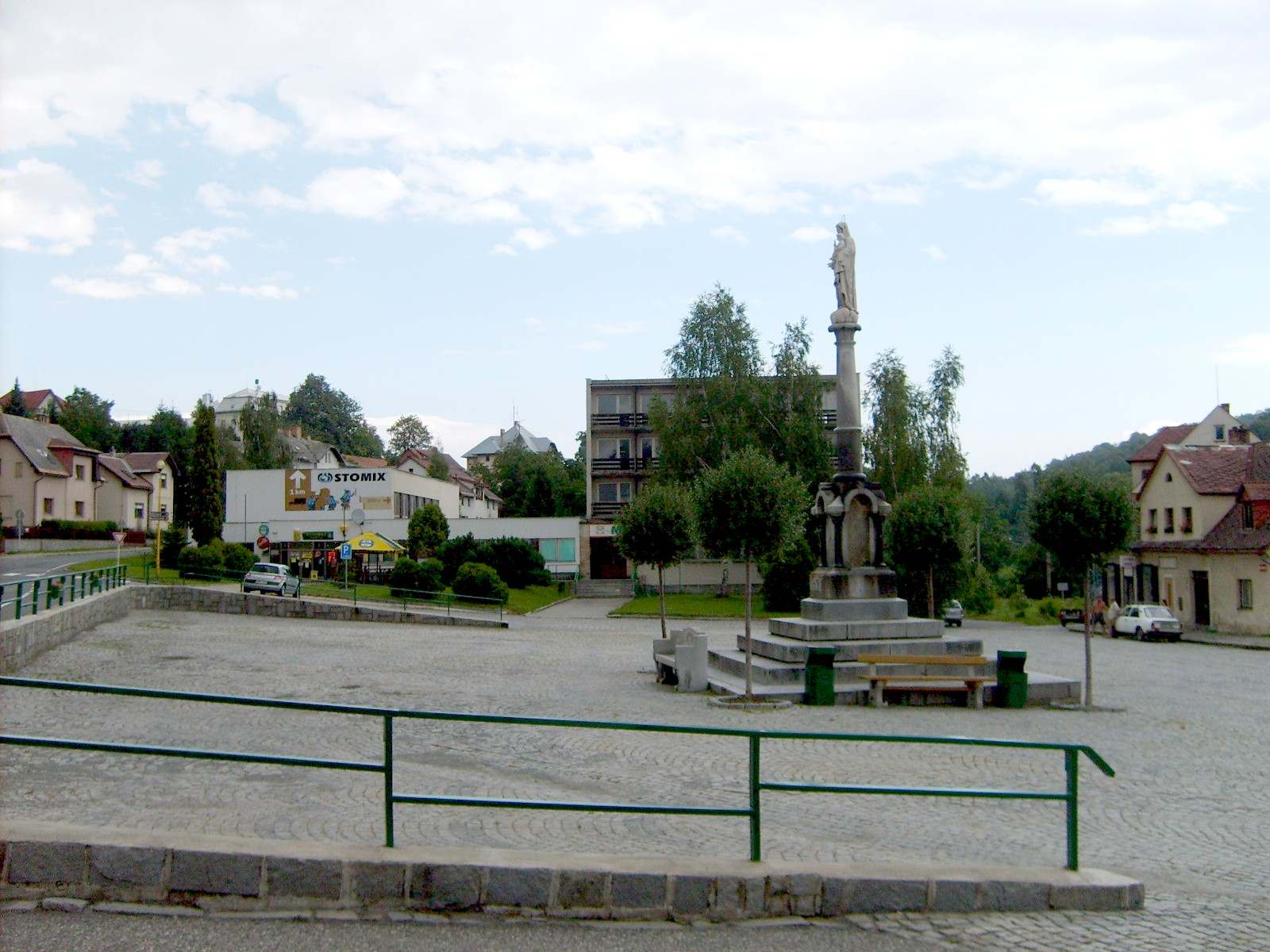
Mariánské náměstí v Žulové

V červenci 1997 postihly také Žulovou povodně. O rok později byla ukončena výuka v kamenickém učilišti, čímž nastal konec 112leté tradice. Její budovy poté sloužily jako výchovný ústav a od roku 2008 i střední škola pro mládež s poruchami chování a drogově závislé.
10. října 2006 byl obci vrácen status města.
Žulová je členem Mikroregionu Žulovsko, svazku obcí vzniklého v roce 2003. Město je také od roku 1993 členem Sdružení měst a obcí Jesenicka (SMOJ), které tvoří obce okresu Jeseník, a od roku 1997 Euroregionu Praděd.

### Osady
K Žulové náleží osada Starost (německy a do roku 1948 i česky Sorge, nyní jen základní sídelní jednotka). Nachází se 1,25 km jihovýchodně od Žulové, směrem na Vápennou. Zmiňuje se již roku 1590 a byla založena vratislavským biskupem nedlouho předtím. Její obyvatelé pracovali především na zdejším novém biskupském dvoře. Starost měla roku 1930 22 domů, v roce 2001 pak 25 domů.
Skupina domů zvaná Andělské Domky (dříve též správněji Englovy Domky, něm. Engelhäuser) leží 1,5 km jihovýchodně směrem na Černou Vodu. Roku 1930 zde bylo 11 domů a 59 obyvatel.

### Správní vývoj
Správní příslušnost Žulové od roku 1848
- 1848 vévodství slezské, kraj opavský, Nisské knížectví, panství Frýdberk
- od 1. ledna 1850 do roku 1855 vévodství slezské, politický okres Frývaldov, soudní okres Vidnava
- od roku 1855 do roku 1868m vévodství slezské, smíšený okres Vidnava
- od roku 1868 do 30. listopadu 1928 vévodství slezské / země slezská, politický okres Frývaldov, soudní okres Vidnava
- od 1. prosince 1928 do 31. ledna 1949 země moravskoslezská, politický okres Frývaldov (od 1947 Jeseník), soudní okres Vidnava
  - kromě: od 1. října 1938 do května 1945 „sudetoněmecká území“, od 15. dubna 1939 jako říšská župa Sudety / Reichsgau Sudetenland; (od 1. května 1939) vládní obvod Opava / Regierungsbezirk Troppau; (od 20. listopadu 1938) Landkreis Freiwaldau, Amtsgericht Weidenau
  - od 31. května 1945 Slezská expozitura země Moravskoslezské
- od 1. ledna 1949 do 30. června 1960 Olomoucký kraj, okres Jeseník
- od 1. července 1960 do 31. prosince 1995 Severomoravský kraj, okres Šumperk
- od 1. ledna 1996 do 31. prosince 1999 Severomoravský kraj, okres Jeseník
- od 1. ledna 2000 Olomoucký kraj, okres Jeseník

### Vývoj počtu obyvatel
Počet obyvatel Žulové podle sčítání nebo jiných úředních záznamů:
Celé město Žulová (tj. včetně Tomíkovic)
| Rok            | 1869 | 1880 | 1890 | 1900 | 1910 | 1921 | 1930 | 1939 | 1947 | 1950 | 1961 | 1970 | 1980 | 1991 | 2001 |
| -------------- | ---- | ---- | ---- | ---- | ---- | ---- | ---- | ---- | ---- | ---- | ---- | ---- | ---- | ---- | ---- |
| Počet obyvatel | 1606 | 1698 | 1679 | 1799 | 1846 | 1883 | 2186 | 2363 | 1214 | 1241 | 1349 | 1373 | 1437 | 1333 | 1370 |

1. ↑  z toho: 135 Čechoslováků, 1975 Němců, 20 Maďarů; 2144 řím. kat., 20 evang., 10 čsl., 8 bez vyzn.
2. ↑  z toho: 1270 Čechů, Moravanů a Slezanů, 74 Slováků, 30 Němců, 2 Poláci; 285 řím. kat., 2 čsl. hus., 12 evang., 2 pravosl., 910 bez vyzn.

Ve městě Žulová je evidováno 364 adres: 352 čísel popisných (trvalé objekty) a 12 čísel evidenčních (dočasné či rekreační objekty). Při sčítání lidu roku 2001 zde bylo napočteno 299 domů, z toho 272 trvale obydlených.
Samotná Žulová
| Rok            | 1805 | 1833 | 1869 | 1880 | 1890 | 1900 | 1910 | 1921 | 1930 | 1939 | 1947 | 1950 | 1961 | 1970 | 1980 | 1991 | 2001 |
| -------------- | ---- | ---- | ---- | ---- | ---- | ---- | ---- | ---- | ---- | ---- | ---- | ---- | ---- | ---- | ---- | ---- | ---- |
| Počet obyvatel | 714  | 1003 | 941  | 1058 | 1074 | 1157 | 1232 | 1231 | 1478 | 1614 | 892  | 939  | 997  | 1059 | 1174 | 1100 | 1124 |

1. ↑  z toho: Žulová 931, Starost 72
2. ↑  z toho: 126 Čechoslováků, 1279 Němců, 20 Maďarů; 1438 řím. kat., 20 evang., 10 čsl., 7 bez vyzn.
3. ↑  z toho: Žulová 1287, Starost 191
4. ↑  z toho: Žulová 1067, Starost 57

V samotné Žulové je evidováno 280 adres: 276 čísel popisných (trvalé objekty) a 4 čísla evidenční (dočasné či rekreační objekty). Při sčítání lidu roku 2001 zde bylo napočteno 229 domů, z toho 210 trvale obydlených.

### Církevní správa
Z hlediska římskokatolické církevní správy spadá Žulová do dvou farností:
- Žulová do farnosti Žulová,
- Tomíkovice do farnosti Skorošice

Obě farnosti patří do děkanátu Jeseník diecéze ostravsko-opavské. Farnost Žulová je administrována excurrendo z Vidnavy, farnost Skorošice z Bílé Vody.
Evangeličtí věřící patří k farnímu sboru Javorník u Jeseníku. Věřící Československé církve husitské patří k náboženské obci v Jeseníku, kde se nachází rovněž farnost pro pravoslavné věřící.

### Významní rodáci
- MUDr. Moritz Kämpf (1835–1883), oftalmolog[6]
- Hermann Franke (1856–1920), zakladatel kamenoprůmyslu na Jesenicku[6]

## Části obce
- Žulová (k. ú. Žulová)
- Tomíkovice (k. ú. Tomíkovice)

Základní sídelní jednotky: Starost, Tomíkovice, Žlibek a Žulová.

## Statistické údaje
K 23. červenci 2007 žilo ve městě 1 327 obyvatel. 15 % tvořily děti do 15 let. Podle údajů z posledního sčítání lidu se 86 % obyvatel přihlásilo k národnosti české, 5 % k národnosti slovenské, 3 % k národnosti moravské a 2 % k národnosti německé. 24 % obyvatel se uvedlo jako věřící. Z toho 87 % se přihlásilo k církvi římskokatolické. Ke dni sčítání byla zjištěna 15 % nezaměstnanost. K 31. prosinci 2006 však byla situace ještě horší, nezaměstnanost dosahovala až 18 %. Nejvíce pracujících bylo zaměstnáno v průmyslu a ve stavebnictví.

## Doprava

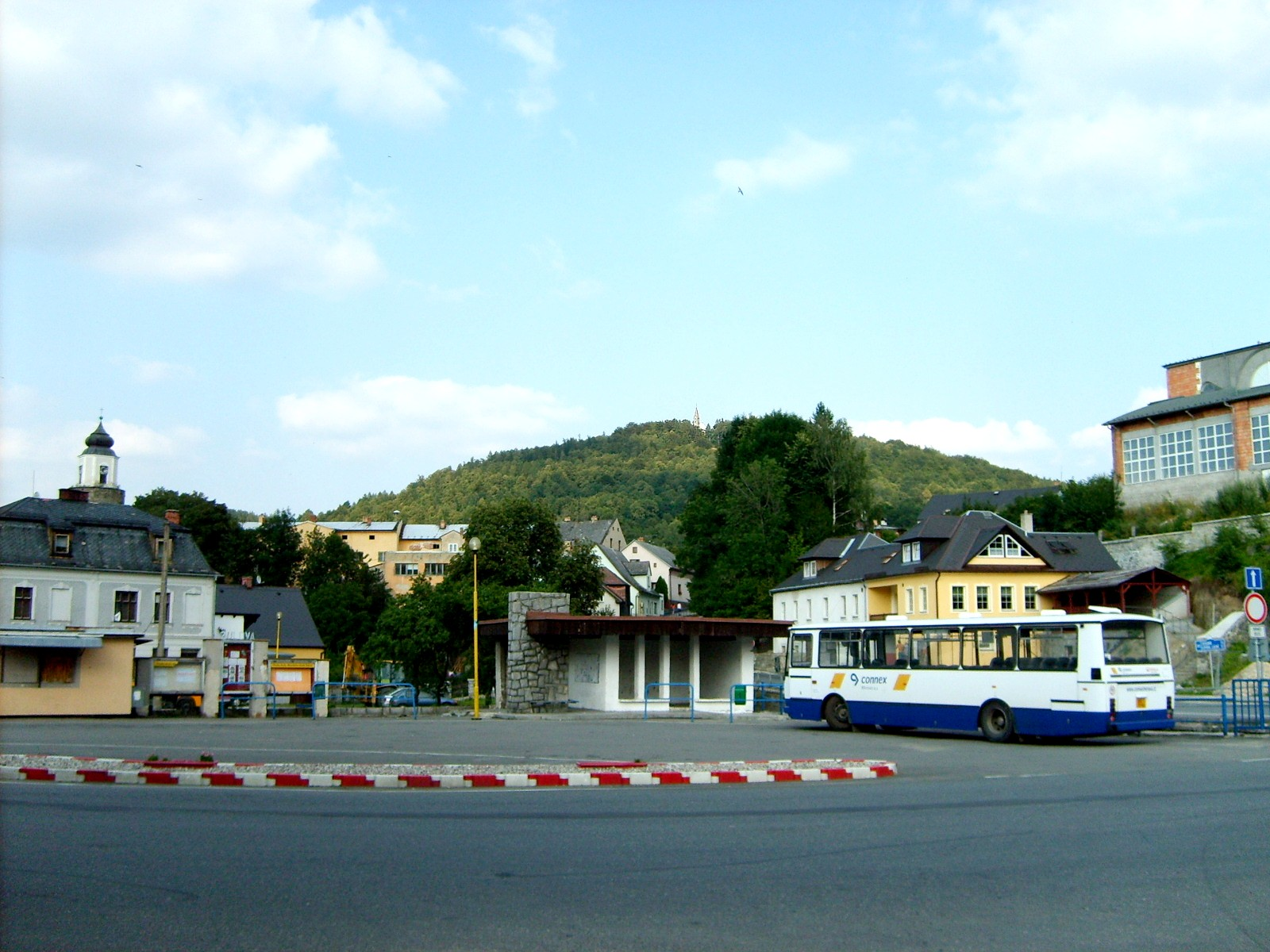
Autobusové stanoviště na náměstí v Žulové

### Železnice
Žulovou vede regionální železniční trať Lipová Lázně - Javorník ve Slezsku. Na území města je na této trati zastávka Tomíkovice a stanice Žulová. Provoz na trati je relativně hustý, tvoří ho asi 11 párů vlaků.[zdroj?]

### Silnice
- silnice I/60 z Jeseníku a Vápenné směrem na Uhelnou, Javorník a dále na státní hranici, odkud pokračuje jako silnice 382 do polského Pačkova,
- silnice II/456 ze Žulové na Černou Vodu a Starou Červenou Vodu, která se u Velkých Kunětic napojuje na silnici II/457,
- několik silnic III. třídy, např. silnice na Nýznerov a Skorošice a silnice ze Skorošic přes Tomíkovice směrem na Kobylou nad Vidnavkou s odbočkou na Bukovou.

### Autobusová doprava
Velmi významná je také doprava autobusová. Městem prochází místní linky Jeseník – Javorník – Bílá Voda, Jeseník – Žulová – Bernartice – Javorník , Jeseník – Vidnava a Jeseník – Písečná – Černá Voda – Žulová. Spojení do okresního města tak v pracovní dny zajišťuje až 25 párů spojů.

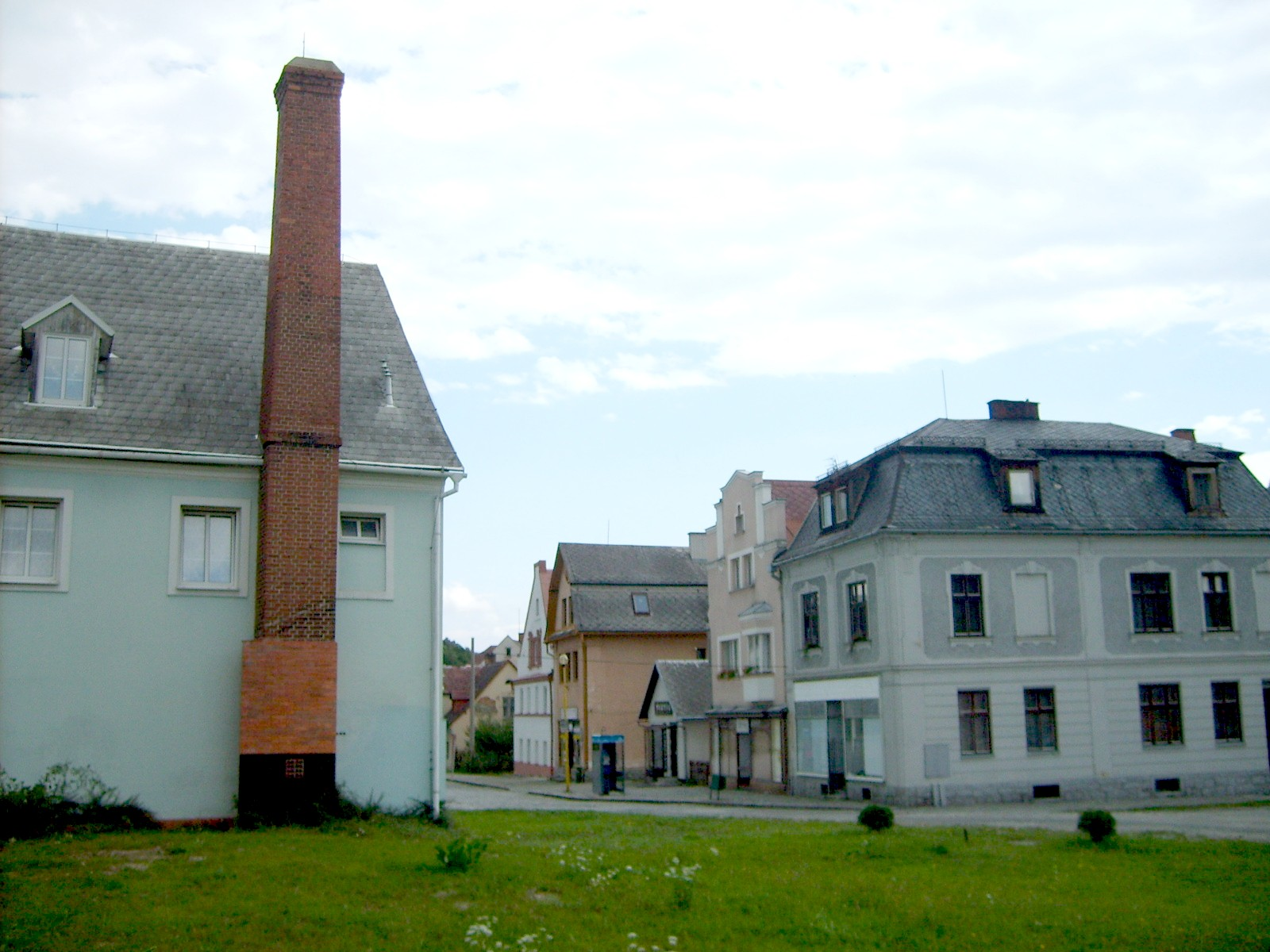
Zachovalá řada starých řemeslnických domů u Mariánského náměstí v Žulové

## Pamětihodnosti

### Kulturní památky

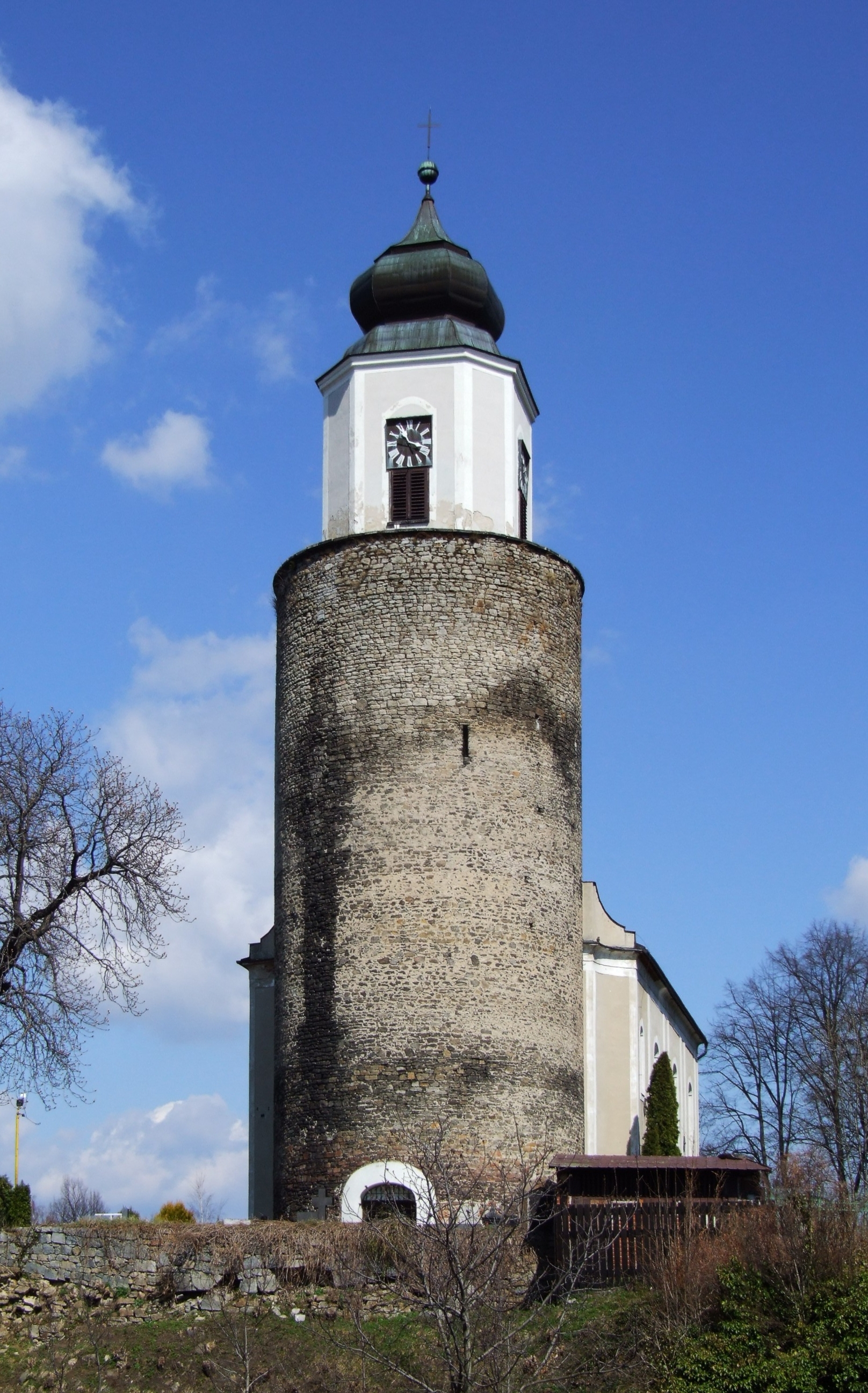
Kostel svatého Josefa

- Římskokatolický farní kostel svatého Josefa, postavený v letech 1809–1810 s využitím části budov gotického hradu Frýdberku – z hradu se zachovala zdaleka viditelná věž (bergfríd) sloužící jako kostelní věž a dále kusy opevnění (kulturní památka)[19]
- Žulový sloup se sochou Panny Marie z roku 1898 na místě dřívějšího dřevěného, na Mariánském náměstí
- Sloup se sochou Panny Marie z roku 1777, renovovaný roku 1899
- Kamenný most z roku 1846. U něj se nacházela památkově chráněná socha svatého Jana Nepomuckého z roku 1717, dnes ztracená
- Novogotický kostel Panny Marie Bolestné na Boží hoře (někdy uváděn jen jako kaple) – postaven v letech 1878–1880 na místě starší dřevěné stavby z let 1712 až 1713, která byla v roce 1864 značně poničena neznámým vandalem

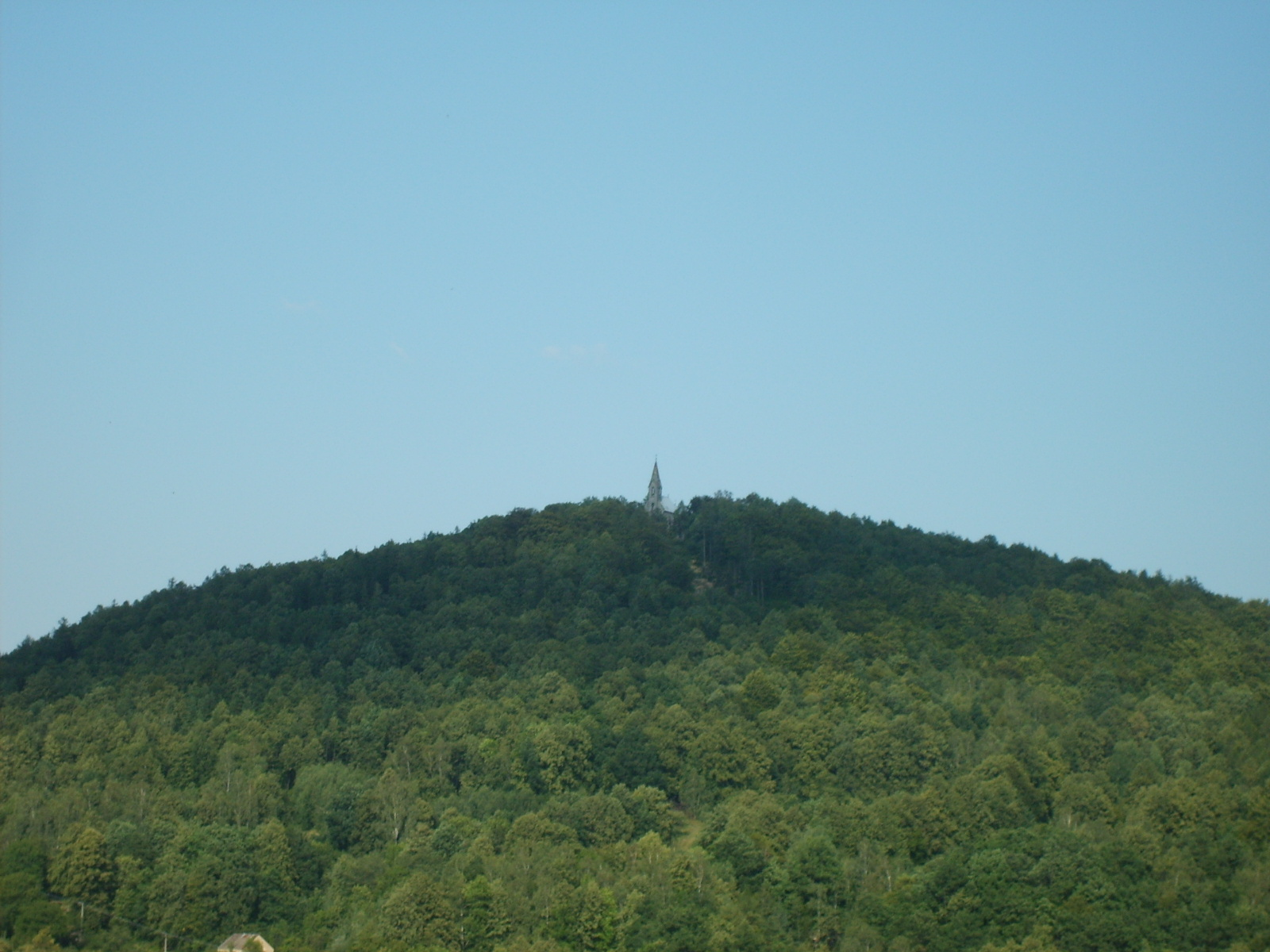
Boží hora (525 m) s novogotickým kostelem Panny Marie Bolestné (přiblíženo)

### Přírodní památky
- Národní přírodní památka Borový na Borovém vrchu – skály a skalky budované granodiority s výraznou blokovitou odlučností, mineralogická lokalita

## Turistický ruch
Okolí Žulové je turisticky velmi atraktivní. Město lze využít jako výchozí bod výletů do Rychlebských hor, k Nýznerovským vodopádům, k jeskyni Na Pomezí v Lipové, do lázní Jeseník nebo do Vidnavy. Městem prochází červená turistická trasa Javorník – Jeseník a modrá trasa Horní Lipová – Nýznerovské vodopády – Žulová – Černá Voda.
K přírodním zajímavostem patří zejména výše zmíněné Nýznerovské vodopády na Stříbrném potoce, četné kamenolomy v okolí městečka, nebo tzv. Venušiny misky při cestě na Vidnavu.
Návštěvníci zde mohou taky navštívit nedávno otevřené Kamenické muzeum nebo si mohou udělat výlet k novogotickému kostelíku na Boží hoře, na kterou vede Křížová cesta.
Město nemá příliš mnoho ubytovacích kapacit. Většinou jde spíše o menší penziony nebo ubytování v soukromí. Nejbližší hotel je v obci Černá Voda. Naprosto nedostačující jsou možnosti stravování.[zdroj?]

## Služby
Ve městě sídlí místní knihovna. V provozu je zdravotní středisko. Je zde rovněž možnost nákupů, od prodejen potravin (největší je samoobsluha JEDNOTY na náměstí) přes řeznictví a zelinářství až po drogerie a obchody s textilem. Dále je zde možnost navštívit manikury, pedikury, kadeřnictví, solária nebo kosmetického salonu, k dispozici jsou rovněž bary.[zdroj?]

## Školství
Ve městě se nachází mateřská škola a základní škola nižšího i vyššího stupně (1.–9. ročník).